# Юлія Чернінька
Юлія Чернінька (нар. 16 березня 1983 у місті Львові) — українська письменниця і журналістка, лавреатка літературних премій.

## Життєпис
Закінчила Львівську середню школу № 9. У 2005 році закінчила Педагогічний коледж ЛНУ імені Івана Франка та здобула кваліфікацію вчителя музики по класу бандури. Працювала вокалісткою у Заслуженій академічній капелі України «Трембіта».
У 2015 році Юлія закінчила факультет журналістики Львівського національного університету  імені Івана Франка. Працювала репортером в київській газеті та редактором на телеканалі ТВі.

## Письменницька творчість
Перша книга письменниці «Хутір розбещених душ» побачила світ у 2010 році і була написана у співавторстві з рідною сестрою Оленою Чернінькою. 
Згодом друком вийшли два містичні романи — «Вілла райські пташки» (2011), «Реанімація» (2013) та збірка поезії «Колись давно, як ще дерева говорили…».
В 2018 році письменниця написала дитячу книгу для молодшого та середнього шкільного віку «Лицар Смарагдієвого ордену».
У 2019 році вийшло друком одразу дві книги письменниці з серії «Лицар Смарагдієвого ордену» — «Лицар Смарагдієвого ордену. Люмберн» та «Лицар Смарагдієвого ордену. Інквізитор». У 2020 році вийшла книга «Лицар Смарагдієвого ордену. Дніпроленд».
У 2020 році побачили світ містичний роман «Гільдія м'ясників. Червоногород» та різдвяна казка «Кокотик».
У 2024 році у «Видавництві Старого Лева» вийшов міський роман в стилі нуар «Барні 613».

## Відзнаки
Казка «Лицар Смарагдієвого ордену» увійшла в короткі списки Всеукраїнського рейтингу Книжка року та у довгі списки «Книга року ВВС».
Роман «Гільдія м'ясників. Червоногород» увійшов у довгі списки Всеукраїнського рейтингу «Книжка року» та «Еспресо. Вибір читачів 2020».